# Sergio Pardilla
Sergio Pardilla Bellón (Membrilla, Cidade Real, 16 de janeiro de 1984) é um ciclista espanhol que estreiou como profissional no ano 2006 nas fileiras da equipa Viña Magna-Cropu depois de ganhar em 2006 uma corrida profissional como o Circuito Montanhês. Destaca como escalador.
Em 2011 alinhou para a equipa Team Movistar, formação dirigida por Eusebio Unzué.
No ano 2011 estreia numa grande no Giro de Itália trabalhando para o seu chefe de fileiras David Arroyo e terminando a corrida na posição 48ª.

## Palmarés
2005
- 1 etapa do Circuito Montanhês

2006
- 1 etapa do Tour do Porvenir

2007
- Tour dos Pireneus, mais 1 etapa

2008
- 1 etapa da Volta à Rioja

2009
- Volta ao Japão, mais 1 etapa
- 1 etapa do Circuito Montanhês

2010
- 1 etapa da Volta a Andaluzia
- Volta à Comunidade de Madrid, mais 1 etapa

2013
- 1 etapa da Volta a Portugal

2016
- 1 etapa da Volta a Burgos

## Resultados em Grandes Voltas e Campeonato do Mundo
Durante a sua carreira desportiva tem conseguido os seguintes postos nas Grandes Voltas e nos Campeonatos do Mundo em estrada:
| Corrida            | 2006 | 2007 | 2008 | 2009 | 2010 | 2011 | 2012 | 2013 | 2014 | 2015 | 2016 | 2017 | 2018 |
| ------------------ | ---- | ---- | ---- | ---- | ---- | ---- | ---- | ---- | ---- | ---- | ---- | ---- | ---- |
| Volta a Itália     | -    | -    | -    | -    | -    | 48º  | 18º  | -    | -    | -    | -    | -    | -    |
| Volta a França     | -    | -    | -    | -    | -    | -    | -    | -    | -    | -    | -    | -    | -    |
| Volta a Espanha    | -    | -    | -    | -    | -    | Ab.  | -    | -    | 17º  | -    | 18º  | 15º  | -    |
| Mundial em Estrada | -    | -    | -    | -    | -    | -    | -    | -    | -    | -    | -    | -    | -    |

-: não participa Ab.: abandono

## Equipas
- Viña Magna/Burgos Monumental (2006-2008)
  - Viña Magna-Cropu (2006-2007)
  - Burgos Monumental (2008)
- Carmiooro (2009-2010)
  - Carmiooro-A Style (2009)
  - Carmiooro-NGC (2010)
- Movistar Team (2011-2012)
- MTN Qhubeka (2013-2014)[3]
- Caixa Rural-Seguros RGA (2015-)